# Мирољуб Лазић
Мирољуб Лазић (Јадранска Лешница, 28. јун 1966) је српски шаховски велемајстор.

## Каријера
Први шаховски учитељ био му је лознички новинар Божидар Кићовић.
Мирољуб Лазић је постао међунарони мајстор шаха 1985. а велемајстор 1995. године.
Био је Светски шампион у узрасту до 14 година (1979. у Мексику). Освојио је Првенство Југославије  (1993) и Екипно првенство Србије у шаху (Нови Сад, 2018).
Победник је међународног турнира „Острво Капри – Владимир Лењин“, одржаног на острву Капри 2015. године у знак сећања на Лењинову страст према шаху.